# Tournoi des Trois Sorciers
Pour un article plus général, voir Poudlard.

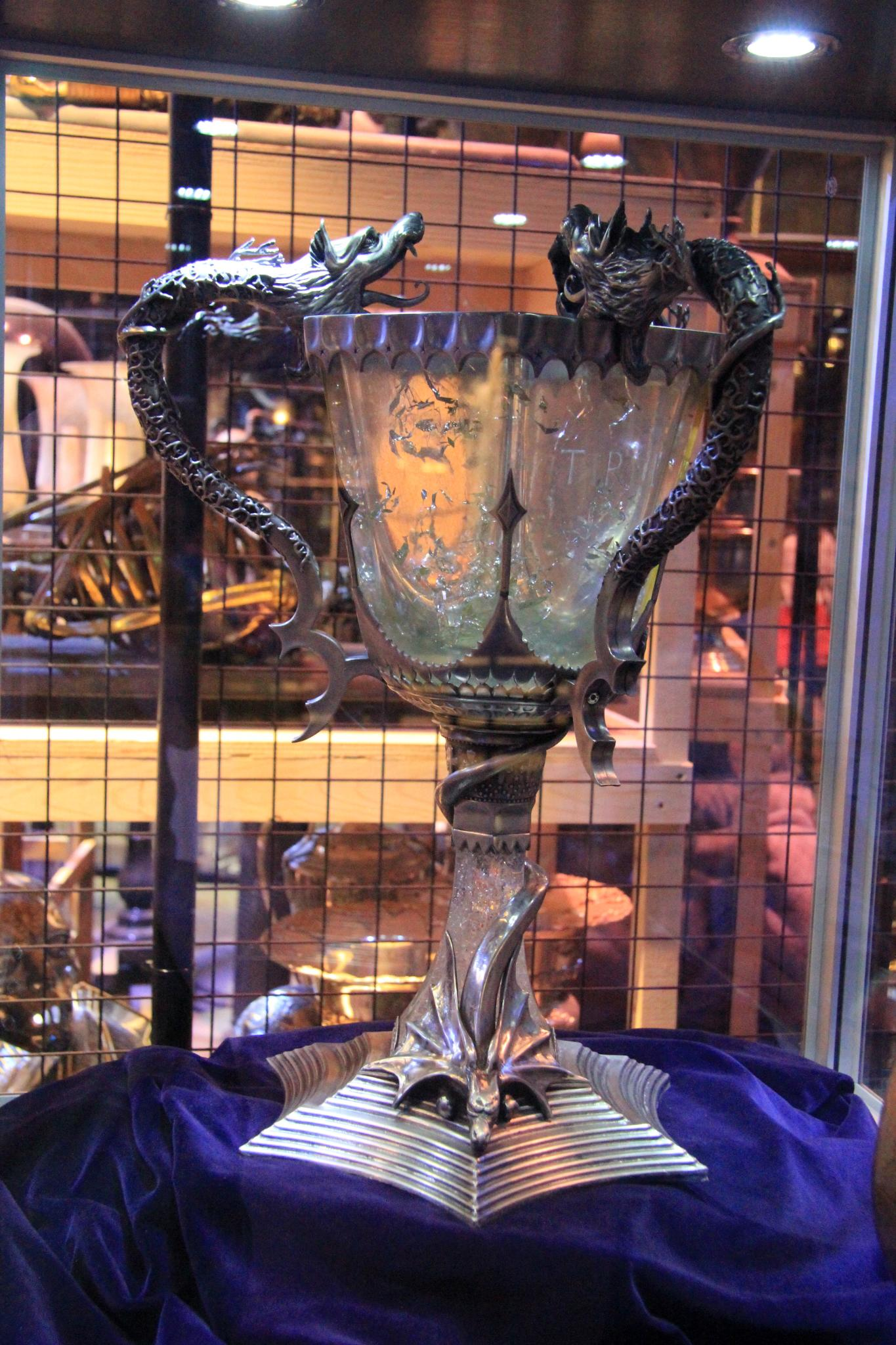
Le trophée des Trois Sorciers. The Making of Harry Potter, Studios Leavesden (2012).

Le Tournoi des Trois sorciers est un événement qui se déroule à l'école de sorcellerie Poudlard pendant la quatrième année de scolarité de Harry Potter, dans la série littéraire du même nom.

## Origines
Ce tournoi s'est déroulé pour la première fois sept cents ans plus tôt (vers la fin du XIIIe siècle, la quatrième année scolaire de Harry Potter ayant lieu en 1994-1995) avec comme objectif de se tenir tous les cinq ans, mais a été arrêté en raison du nombre de victimes trop important. Il y a eu plusieurs tentatives au fil des années pour rétablir le tournoi, mais sans réussite jusqu'à l'édition se tenant donc pendant la quatrième année scolaire de Harry Potter. Une des dernières éditions connues est celle de 1792, restée dans les annales après que les trois directeurs des écoles participants aient été blessés par un Cocatris qui s'était échappé.
Il permet aux champions sélectionnés de mesurer leur talent en matière de magie et oppose les trois écoles de magie européennes les plus prestigieuses :
- Beauxbâtons, pour le centre de l'Europe (située dans les Pyrénées[3]) ;
- Durmstrang, pour l'Europe du Nord et de l'Est (localité inconnue) ;
- Poudlard, pour les îles britanniques (située en Écosse).

## Inscription et sélection des champions
Les élèves souhaitant participer au tournoi (et ayant au moins 17 ans) doivent inscrire leur nom sur un morceau de parchemin et le jeter dans la Coupe de Feu avant le jour de la sélection. La Coupe sélectionne alors en début de tournoi les trois champions - garçons ou filles - les plus aptes à affronter les épreuves (un élève par école). Le gagnant du Tournoi remporte une bourse de mille gallions et le « Trophée des trois Sorciers ».
| École                           | Champion(ne) sélectionné(e) |
| ------------------------------- | --------------------------- |
| Durmstrang (Europe du Nord-Est) | Viktor Krum                 |
| Beauxbâtons (France)            | Fleur Delacour              |
| Poudlard (Îles Britanniques)    | Cedric Diggory Harry Potter |

Contre toute attente, Harry Potter (âgé alors de 14 ans seulement) a été sélectionné par la Coupe de Feu en plus des trois participants réglementaires, alors qu'il ne s'était pas inscrit.

## Notations et jury
Le jury du tournoi se compose des directeurs des écoles participantes ainsi que des directeurs du Département de la coopération magique internationale et du Département des jeux et sports magiques rattachés au Ministère de la magie. Chaque juge attribue une note (sur dix) aux performances des trois champions à la fin des différentes épreuves du tournoi. Il s'agit de tâches dangereuses, voire potentiellement mortelles.
Composition du jury :
- Bartemius Croupton Sr. (directeur du Département de la coopération magique internationale)
- Ludovic Verpey (directeur du Département des jeux et sports magiques)
- Igor Karkaroff (directeur de l'école Durmstrang)
- Olympe Maxime (directrice de l'école Beauxbâtons)
- Albus Dumbledore (directeur de l'école Poudlard)
- Percy Weasley (en remplacement de Bartemius Croupton Sr.)

## Description des épreuves

### L'épreuve du dragon et de l'œuf

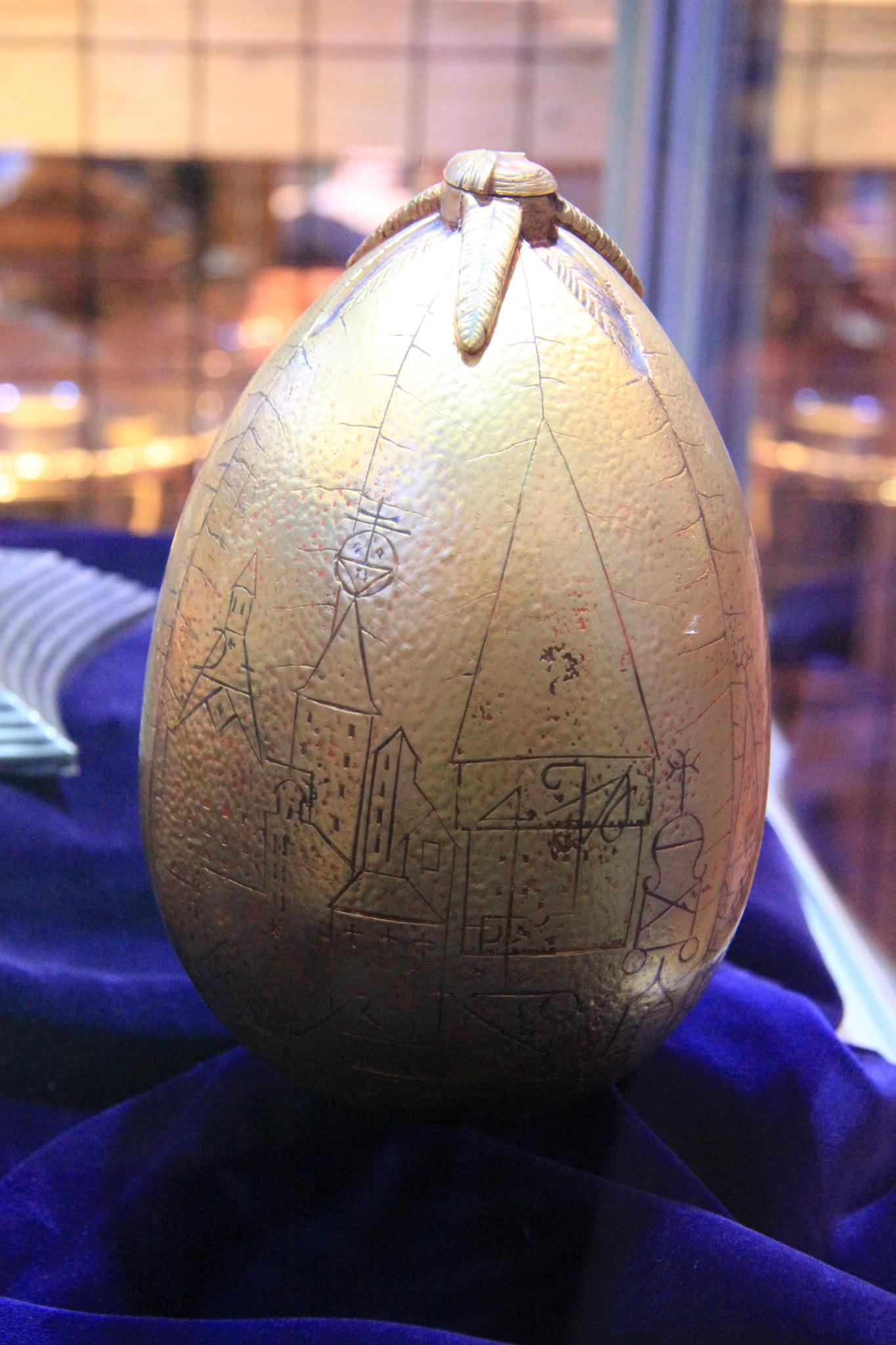
L'œuf d'or, matérialisé pour le quatrième film (The Making of Harry Potter).

L'épreuve du dragon a lieu fin novembre. Les champions doivent récupérer un œuf d'or protégé par un dragon. Si le champion ne parvient pas à récupérer l'œuf, il ne peut pas poursuivre le tournoi car l'œuf contient une information capitale pour la suite.
Cedric Diggory choisit de métamorphoser une pierre trouvée au sol en chien, dans l'espoir de détourner l'attention de son dragon avec l'animal. Le candidat parvient à récupérer l'œuf d'or, mais se fait brûler, ce qui lui retire des points. Fleur Delacour utilise un enchantement sur son dragon. Le dragon s'assoupit mais crache un jet de flammes en ronflant, mettant le feu aux vêtements de la candidate. Elle parvient à faire couler de l'eau avec sa baguette magique pour éteindre le feu et à récupérer son œuf d'or. Viktor Krum, quant à lui, jette un sort dans l'œil de son dragon. La créature souffrante donne des coups de patte en tous sens et casse la moitié de ses vrais œufs, ce qui retire des points au candidat qui avait pour mission de conserver les vrais œufs intacts.
Harry utilise un sortilège d'Attraction pour faire venir son éclair de feu jusqu'à lui. Il exécute des figures en vol autour de la dragonne pour tenter de détourner son attention mais sa queue hérissée de pointe le blesse à l'épaule. Il oblige la dragonne à décoller du sol et s'éloigner de ses œufs et parvient à récupérer l'œuf d'or.
1. Harry Potter / Viktor Krum (égalité) - 40 pts
2. Fleur Delacour - 39 pts 
3. Cedric Diggory - 38 pts
Cet œuf, une fois récupéré, leur dévoile une chanson-indice qu'ils ne peuvent entendre qu'en ouvrant l'œuf sous l'eau. Cette chanson leur permet de se préparer à l'épreuve suivante : il leur faut trouver un moyen de rester sous l'eau pendant une heure afin de récupérer leur bien (ils ne savent pas encore de quel bien il s'agit).

### L'épreuve du lac
L'épreuve du lac a lieu fin février. Les champions doivent récupérer leur ami(e), ou membre de leur famille, au fond du lac de Poudlard le plus rapidement possible en évitant les créatures sous-marines hostiles. Ils disposent d'une heure au maximum et plongent dans l'eau en même temps.

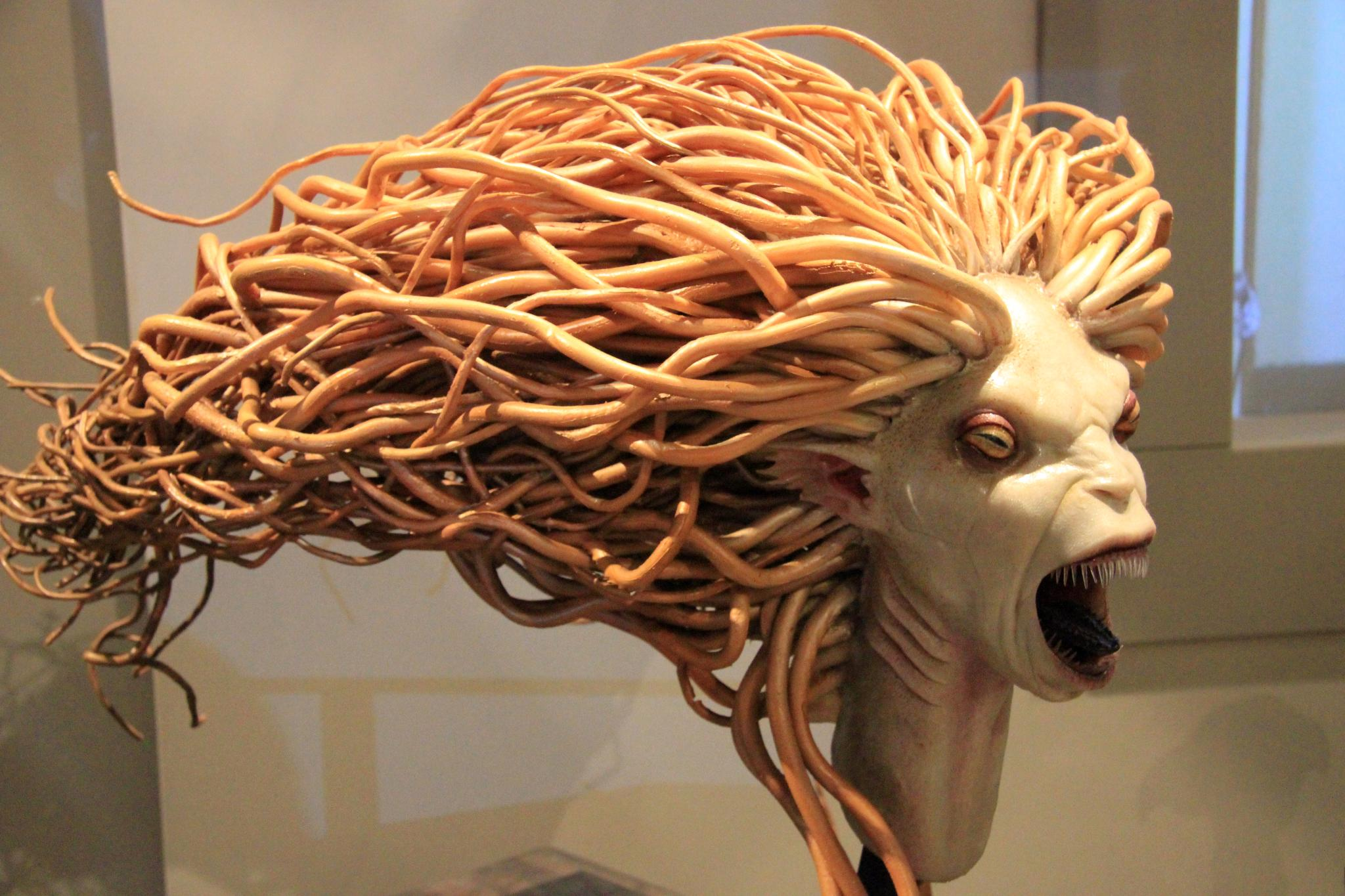
Une sirène matérialisée pour le quatrième film.

Suivant le conseil de Dobby, Harry avale une Branchiflore, lui permettant de se munir de branchies et de respirer sous l'eau. Il rencontre dans les profondeurs du lac quelques Strangulots, puis Mimi Geignarde qui le guide vers un gros rocher gravé de dessins de sirènes et de tritons, situé à une vingtaine de minutes de nage. Harry arrive ensuite auprès de bâtisses rudimentaires en pierre recouvertes d'algues, formant une sorte de village aquatique. Il y fait la rencontre des êtres de l'eau qui chantent la chanson de l'œuf d'or pour attirer son attention. Derrière le chœur des êtres de l'eau se trouve une gigantesque statue à leur effigie, à la queue de laquelle sont attachés Ron, Hermione, Cho Chang et Gabrielle Delacour, plongés dans un profond sommeil. Harry parvient à couper la corde de Ron à l'aide d'une pierre acérée. Il tente de libérer également Hermione mais les êtres de l'eau l'en empêchent, en lui disant qu'il doit libérer uniquement son ami. Harry essaie de leur faire comprendre qu'Hermione est aussi son amie et qu'il ne veut pas qu'elle meure, mais les créatures sont formelles. Harry décide donc d'attendre les autres champions afin d'être certain de la libération des trois autres prisonnières.
Cedric Diggory est le premier à arriver sur les lieux après Harry. Il a utilisé un sortilège de Têtenbulle, lui permettant de respirer grâce à une bulle d'oxygène autour de sa tête. Il informe Harry que Victor Krum et Fleur Delacour ne sont pas loin derrière lui, puis il libère Cho Chang à l'aide d'un couteau qu'il sort de sa poche.
Arrive ensuite Victor Krum, qui a utilisé la métamorphose, sans parvenir à se transformer complètement. Sa tête a pris la forme de celle d'un requin mais le reste de son corps est resté humain. Il tente de ronger la corde d'Hermione grâce à ses machoires mais les cordes étant trop petites, Harry lui tend sa pierre coupante. Krum libère Hermione et la ramène à la surface.
Fleur Delacour n'apparaissant toujours pas, Harry menace les êtres de l'eau avec sa baguette magique pour les faire disparaître et pouvoir libérer la petite sœur de la candidate. Il ramène Ron et la fillette, à la surface. Fleur Delacour a également utilisé le sortilège de Têtenbulle mais a été retenue par les Strangulots. Elle a donc été remontée à la surface. Cependant, pour avoir parfaitement réussi le sortilège, les juges lui accordent quand même des points. Quant à Harry, étant arrivé sur les lieux en premier, les juges lui accordent la seconde place.
1. Cedric Diggory - 47 pts
2. Harry Potter - 45 pts
3. Victor Krum - 40 pts
4. Fleur Delacour - 25 pts

### L'épreuve du labyrinthe

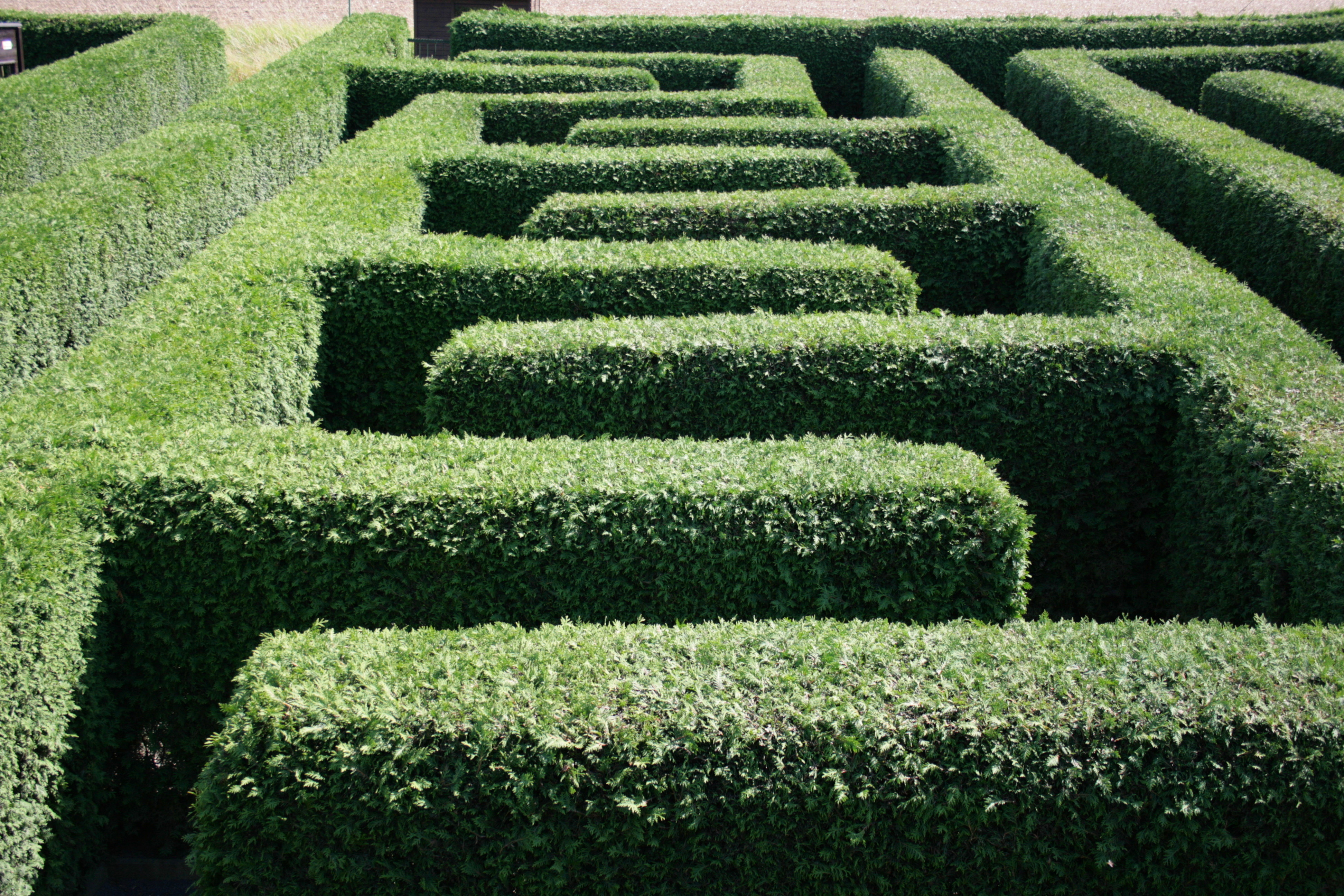
Les champions doivent évoluer dans un labyrinthe géant, dont les haies mesurent six mètres de hauteur.

L'épreuve du labyrinthe a lieu fin juin. Les champions doivent trouver leur chemin dans un labyrinthe géant, truffé d'énigmes et d'obstacles en tout genre pour les empêcher de poursuivre leur route. Aucune note n'est attribuée à l'issue de cette épreuve, puisque le premier qui atteint le Trophée des Trois Sorciers au centre du labyrinthe est le vainqueur du tournoi. Les champions entrent dans le labyrinthe chacun leur tour par ordre chronologique : ceux qui ont cumulé le plus de points aux épreuves précédentes sont prioritaires (Harry et Diggory entrent donc les premiers, tandis que Delacour entre la dernière).
Harry et Cedric Diggory entrent donc en même temps dans le labyrinthe et progressent ensemble jusqu'au premier croisement. Là, ils décident de partir chacun de leur côté. Harry utilise l'enchantement des Quatre-Points appris avec Hermione pour se repérer dans le labyrinthe. Pour cela, il demande à sa baguette de pointer le nord. Sa baguette tourne sur elle-même dans la paume de sa main puis s'arrête en pointant la direction souhaitée. L'absence suspecte d'obstacles en début de parcours rend Harry mal-à-l'aise.
Il croise Diggory venant d'affronter des Scroutts à pétard, avant que celui-ci ne disparaisse à nouveau. Au détour d'un virage, Harry rencontre un épouvantard sous l'apparence d'un Détraqueur. En guise de sentiment heureux, Harry pense à ses retrouvailles avec Ron et Hermione à la fin du tournoi, puis lance le sortilège du Patronus et parvient à se débarrasser de l'épouvantard.
Après s'être confronté à plusieurs culs-de-sac, Harry aperçoit sur un chemin une étrange brume dorée flottant au-dessus du sol. Alors qu'il hésite sur la stratégie à adopter, il entend un hurlement quelque part dans le labyrinthe et reconnait la voix de Fleur Delacour. Harry prend alors le risque de traverser la brume magique et le paysage bascule. Le sol devient le plafond et il se retrouve la tête en bas. Mais dès qu'il bouge l'un de ses pieds, l'environnement reprend son sens normal. Il poursuit donc son chemin. Ne parvenant pas à retrouver Delacour, il se reconcentre sur sa propre route, jusqu'à ce qu'il croise à son tour un Scroutt à pétard. Harry essaie de lui lancer un sortilège de Stupéfixion, sans succès à cause de la carapace qui protège la créature. Un maléfice d'Entrave atteint la cible au ventre et l'immobilise. Harry fait demi-tour pour choisir une nouvelle orientation. Quelques minutes plus tard, il entend les voix de Diggory et de Victor Krum. Ce dernier semble lancer directement à son concurrent le sortilège Doloris. Harry se précipite pour venir en aide à Diggory. Comme il ne parvient pas à retrouver le bon chemin, il brûle la haie avec un sortilège de Réduction, lui permettant, avec difficultés, de se faufiler au travers par une petite ouverture. Il aperçoit Diggory au sol et Krum debout devant lui. Harry stupéfixe Krum et aide Diggory à se relever. Les deux garçons comprennent que Krum a ensorcelé Delacour de la même manière et décident d'envoyer des étincelles de détresse au-dessus de lui pour que les professeurs postés en sentinelles viennent le récupérer en le sortant ainsi de la compétition. Les deux garçons prennent alors conscience que la victoire se jouera entre eux deux et se séparent à nouveau.
Plus tard, Harry croise un sphinx gigantesque à visage de femme. La créature lui dit qu'il est proche de son but et que le chemin le plus court pour trouver le trophée se trouve derrière elle. Harry lui demande l'autorisation de passer. La créature accepte à la condition qu'il soit capable de répondre correctement à son énigme. Harry a la possibilité de refuser et de rebrousser chemin, mais décide de répondre à l'énigme, au risque d'être férocement attaqué en cas de mauvaise réponse. Le sphinx s'assoit et récite l'énigme. Il s'agit d'une forme de rébus amenant Harry à trouver les éléments « A-règne-ée », formant le mot « araignée ». Comme Harry trouve la bonne réponse, le sphinx le laisse passer et le garçon ne tarde pas à apercevoir le trophée au loin. Il se précipite mais Diggory arrive par un autre chemin et le devance. Une araignée géante essaie alors d'attaquer Diggory. Harry, qui l'a aperçue à temps, prévient Diggory, qui trébuche et se retrouve désarmé. Harry attaque l'araignée de quelques sortilèges et l'araignée se désintéresse de Diggory pour venir attaquer Harry. Il se blesse à la jambe au contact d'une de ses pinces. Diggory, à son tour, tente de neutraliser la créature. À eux deux, ils l'obligent à lâcher prise et la stupéfixent d'une même voix. Harry, incapable de se relever, conseille à Diggory de prendre le trophée afin d'en finir, mais ce dernier, malgré l'opportunité d'apporter enfin à la maison Poufsouffle une gloire qu'elle attend depuis plusieurs siècles, refuse sa proposition sous prétexte que Harry le mérite davantage et qu'il n'aurait sans doute pas réussi à arriver là sans son aide. Comme les deux garçons ne parviennent pas à se mettre d'accord, Harry propose donc de récupérer le trophée à l'unisson. Diggory relève Harry pour l'aider à atteindre la coupe. D'un même geste, ils saisissent donc chacun une anse du trophée, mettant fin au tournoi.
 Cedric Diggory / Harry Potter - 85 pts (égalité)
2. Victor Krum - 80 pts (abandon)
3. Fleur Delacour - 64 pts (abandon)

#### Issue tragique
À l'insu de tous les organisateurs, le trophée avait été ensorcelé par Barty Croupton Jr., serviteur du Seigneur des ténèbres, sous les traits du professeur Maugrey, pour servir de Portoloin. Après avoir saisi le trophée ensemble, Harry et Diggory atterrissent donc dans un cimetière où Diggory se fait tuer sous les yeux de Harry par Peter Pettigrow, sur ordre de Voldemort. Après avoir affronté le mage noir, Harry parvient à lui échapper une nouvelle fois et à retourner au trophée qui le ramène à Poudlard avec le corps de Diggory.
Bien que les deux garçons aient remporté le trophée ensemble, la mort de Diggory fait de Harry le seul vainqueur du tournoi. Par la suite, bouleversé, Harry refuse d'obtenir une quelconque récompense pour sa victoire qu'il considère injuste. Une victoire à un tournoi auquel il n'avait pas souhaité participer à l'origine, et qui n'avait été qu'une stratégie mise en place par Voldemort.

## Bal de Noël

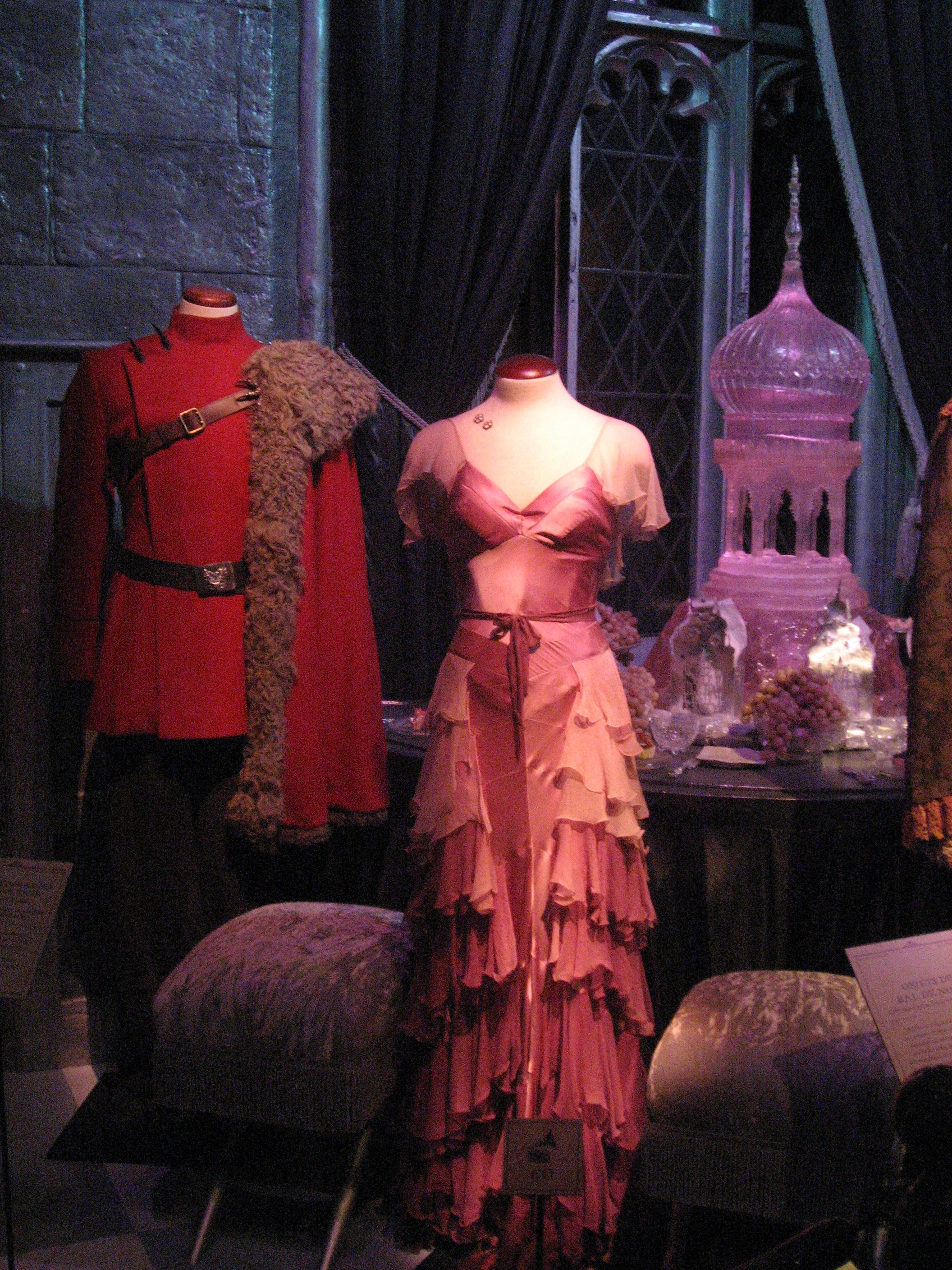
Costumes portés par Viktor Krum et Hermione Granger lors du Bal de Noël dans le film Harry Potter et la Coupe de feu.

Pendant ce tournoi a également lieu le Bal de Noël, tradition fondée sur la coopération magique internationale et tenue pour « un excellent moyen d'établir des relations entre jeunes sorcières et sorciers de différentes nationalités ». Il est ouvert à tous les élèves à partir de la quatrième année, mais les cavaliers ou cavalières invités peuvent être plus jeunes. La tenue de soirée est obligatoire.
Le Bal de Noël a lieu entre la première et la deuxième épreuve, dans la Grande Salle. Il commence à vingt heures et se termine à minuit. Les champions des écoles (Viktor Krum, Fleur Delacour, Cedric Diggory et Harry Potter) sont tenus d'ouvrir le bal avec le cavalier ou la cavalière de leur choix.
Pour l'ambiance de la soirée, Dumbledore décide d'engager le groupe des Bizarr'Sisters, un groupe très populaire sur la RITM (Radio Indépendante à Transmission Magique).

## Culture populaire
Le tournoi est cité dans le premier épisode (La fête des mères) de la Saison 3 d'Orange Is the New Black, par le personnage de Taystee, une prisonnière. Dans une conversation, celle-ci fait référence, en évoquant les forces obscures, à Cedric Diggory ; les autres prisonnières la questionnent, « Qui ? », et elle répond « Harry Potter » en expliquant que Cedric meurt pendant le tournoi des Trois Sorciers.